# Ordre civil de Savoie
Ne doit pas être confondu avec Ordre militaire de Savoie.
 (signalé en juillet 2025).
Si vous disposez d'ouvrages ou d'articles de référence ou si vous connaissez des sites web de qualité traitant du thème abordé ici, merci de compléter l'article en donnant les références utiles à sa vérifiabilité et en les liant à la section « Notes et références ».
- Archive Wikiwix
- Bing
- Cairn
- DuckDuckGo
- E. Universalis
- Gallica
- Google
- G. Books
- G. News
- G. Scholar
- Persée
- Qwant
- (zh) Baidu
- (ru) Yandex
- (wd) trouver des œuvres sur Wikidata

L'ordre civil de Savoie (à ne pas confondre avec l'ordre du Mérite de Savoie) est un ordre civil institué le 29 octobre 1831 par le roi de Sardaigne Charles-Albert (1831-1849) en vue de récompenser les vertus civiles et la valeur de ceux qui n'ont pas appartenu à la classe militaire (ordre militaire de Savoie 1815-1946). 

## Histoire

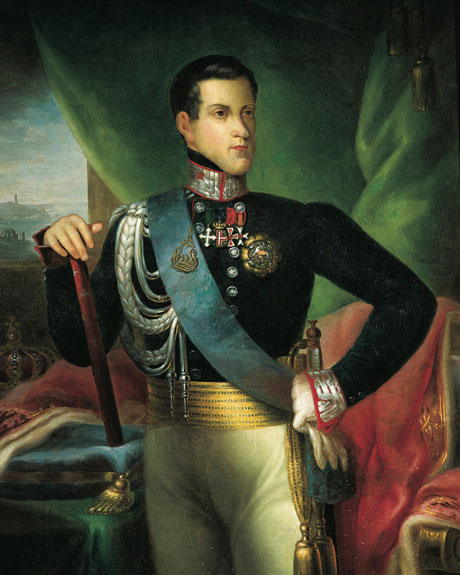
Charles-Albert de Savoie-Carignan, roi de Sardaigne, instituteur de l'ordre.

L'ordre civil de Savoie comporte une seule classe : celle de chevalier.
À l'origine, l'ordre est exclusivement réservé aux sujets sardes. Depuis 1861, dans la même logique, il est désormais décerné uniquement aux Italiens. Cet ordre honore des personnalités ayant fait preuve d’excellence dans leur domaine d’activité. Il récompense les sujets qui ont été distingués ou qui sont célèbres parmi les scientifiques, les savants et les inventeurs, les auteurs et les éditeurs de découvertes, les écrivains, les artistes, les administrateurs, les ingénieurs, les architectes ; il est également décerné aux professeurs de sciences et lettres, aux directeurs d'éducation.
Le nombre de ses membres ne peut désormais excéder 70. L'ordre comptait seulement douze chevaliers à l'origine. Ce nombre est porté à quarante, le 9 février 1841. Le 23 juin 1861, l'ordre civil de Savoie est étendu à l'Italie entière. Dès lors le nombre de chevaliers s'accrut en accueillant 60 membres, puis 70. Humbert II, même après la perte de son trône, fait plusieurs promotions dont : quinze chevaliers le 15 septembre 1961 ; quatorze chevaliers le 15 septembre 1964 et le 15 septembre 1970 ; quinze chevaliers (dont Luchino Visconti) le 15 septembre 1974 ; le schah d'Iran le 17 juin 1978.
Les statuts originaux attestent qu'il ne peut être que conféré par le grand-maître de l'ordre : le roi de Sardaigne. Depuis la déposition du roi Humbert II, l'ordre est accordé proprio motu par le chef de la maison de Savoie. Depuis la mort de Humbert II en 1983, deux prétendants se disputent ce titre : Victor-Emmanuel, le fils du roi Humbert, et son cousin Amédée de Savoie-Aoste.
Les branches en or de la croix grecque sont couvertes d'émail bleu ciel. Au centre de la croix, le monogramme en lettres d'or du roi Charles-Albert (CA) est inclus dans un médaillon rond émaillé en blanc. Le ruban est tiercé d'une bande bleue entre deux bandes blanches.